# Латентни садржај
Латентни садржај је према Фројду, постоји латентан и манифестан садржај сна. Латентан садржај открива се анализом манифестног дела при чему је метода слободних асоцијација најбоља метода. Латентни садржај сна представља потиснуте, подсвесне и нагонске жеље које се у сну најчешће јављају у облику симбола јер се подсвесне или несвесне жеље трансформишу према законима цензуре сна у симболе које је тешко, али могуће разумети и тумачити.